# Frontline
Frontline PLC. ist ein norwegisches Unternehmen mit Sitz in Limassol, Zypern. Hauptgeschäft ist der Transport von Erdöl. 48 Prozent des Unternehmens werden von John Fredriksen über dessen Holdingunternehmen Hemen Holding Ltd. gehalten. Fredriksen fungiert als Präsident des Unternehmens. Im Jahr 2023 wurde mit 83 Mitarbeitenden ein Jahresumsatz von 659,2 Mio. US$ erwirtschaftet.
Das Unternehmen wurde 1985 unter dem Firmennamen Frontline AB in Schweden gegründet. Es ist an der Osloer Börse und an den Börsen in Stockholm, London und New York gelistet (Kürzel 'FRO'). 1997 wechselte der Sitz des Unternehmens von Schweden nach Bermuda.
Frontline hat 81 Schiffe, darunter zahlreiche Supertanker (VLCC) und Tanker der Größe Suezmax sowie Tank-Schüttgutfrachter (OBO-Carrier) in seiner Flotte und ist damit die weltgrößte Tankerbetreibergesellschaft. Die Frontline-Homepage nennt (Stand: 31. Juli 2025) 22 Suezmax-Schiffe und 41 VLCC.
Am 7. April 2022 wurde ein Verfahren mit dem Ziel eines Zusammenschlusses mit Euronav mit Sitz in Antwerpen begonnen, dessen Vollendung aber von der hinter Euronav stehenden Eigentümerfamilie Savery bekämpft wird.